# Allende (apellido)
Allende es un apellido vasco, originario de Vizcaya, se cree que exactamente del valle de Gordejuela. El apellido Aliende, por su parte, sería originario de Navarra y Álava, como adaptación de esta forma originaria a la fonética castellana, que no admite -i al final de palabra más que en algunos casos muy concretos. Dos claros ejemplos de esta transformación son los nombres Galarde; pueblo del norte de Burgos y Belarde; apellido muy extendido en Cantabria. El sufijo -di es bien conocido en euskera, y deriva de una forma más arcaica -doi, variante -dui, todavía superviviente en la toponimia vizcaíno-alavesa.
Aihendui/Allendui: Nombre de lugar en la localidad vizcaína de Bedia

Una de las explicaciones del apellido se basa en el hecho de que en euskera significaría "pastizal o campo de cereal", partiendo de una palabra raíz que sería Aihendi, de la cual derivarían los apellidos Allende, Aliende y Alliende. La palabra Aihen significa brote o pámpano y se utiliza para clasificar distintas plantas o alimentos como: Porru-aihena: pámpano del puerro; Aihendu: brotar un pámpano; Mahats-aihena: sarmiento; Aihenzuri: correhuela mayor; Aihenbaltz: correhuela; y Aihenluze: Enredadera.
Otra explicación de Allende, igual que su opuesto aquende, es romance. Se trata de coincidencias casuales de las que hay muchas en todos los idiomas.

## Escudo de armas
El escudo de armas de los apellido Allende o Aliende contiene una espiga de trigo; en el caso de Allende el escudo de armas está compuesto por un campo de sinople, una espiga de oro, granada.